# Клоун Красті
Клоун Красті (англ. Krusty the Clown) (повне ім'я: Гершель Шмойкель Пінчас Йерухам Крустовськи) — вигаданий персонаж американського телесеріалу «Сімпсони».

## Біографія
Гершель Крустовський був сином рабина. Але він хотів бути не політиком, не священником, не лікарем, а… клоуном! Одного разу Гершель вихвалявся перед дітьми та прикидався рабином, але не знав, що його батько стоїть за його спиною. Гершель пообіцяв, що буде чемним, і рабин йому повірив. Одного разу рабини дивилися цирк, на якому виступав клоун-ліліпут, і тим клоуном був Гершель. Рабин не повірив власним очам і відрікся від свого сина. Минули роки та Гершель став найкращим клоуном міста Спрингфілд та взяв ім'я Красті. Красті ненавидить свою роботу, і ненавидить дітей. Барт та Ліса Сімпсон допомагали Красті у його пригодах і навіть допомогли повернути любов батька до нього. Вік Красті чітко не визначений. Він був однолітком Неда Фландерса, тому йому можливо 60 років, хоча він згадував, що йому 62 і 64.
Свою кар'єру він починав як вуличний мім у містечку Тупело в Міссісіпі. Пізніше йому вдалося створити цілу клоунську імперію. Під маркою Красті випускається купа товарів: від різноманітних іграшок для дітей, футболок та кепок з його зображенням до м'яса. Також клоуну належить мережа закладів швидкого харчування «Красті-бургер», гамбургери з яких вважаються найбільш шкідливими для здоров'я у світі, та літній дитячий табір «Красті Кемп».
Красті багато п'є та курить, тому має проблеми з серцем. Йому зробили три операції на серці та встановили кардіостимулятор. Через це у Красті на грудях лишився шрам.
Ще Красті не вміє читати й писати. В цьому він зізнається у 12 епізоді першого сезону «Красті попався».
Не дивлячись на веселу зовнішність, моральний лик Красті далекий від ідеалу. Він багато курить, випиває, нюхає кокаїн на роботі та програє великі гроші в азартні ігри та на ставках, що неодноразово створювало проблеми з мафією. Красті не любить дітей і бачить їх в першу чергу як джерело заробітку. Але не дивлячись на вищесказані якості, часом він стає неймовірно серйозним. Крім того, в серії, де Красті зустрічає свою доньку, він зі всіх сил старається бути хорошим батьком, але марно. В серії, де Апу зраджує своїй дружині, Мардж характеризує Красті наступним образом: «Гомер, скільки разів тобі говорити, Красті в реальному житті сумна і нещасна людина!», натякаючи на те, що його сценічний образ — лиш комічна маска. Цей факт
підтверджується тим, що у всіх серіях, де показані зйомки шоу Красті, сам клоун, будучи веселим і запальним під час зйомок, різко міняється під час
перерви — його лице одразу стає або похмурим, або змученим, і першим ділом він
нервово закурює сигару, одразу починає обговорювати сам з собою проблеми.

## Цікаві факти
- У перших серіях клоуна в українському перекладі називають Клоун Херасті.